# 第5独立旅団 (ウクライナ国家親衛隊)
第5独立旅団（だい5どくりつりょだん、ウクライナ語: 5-та окрема бригада）は、ウクライナ国家親衛隊の旅団。東部作戦地域司令部隷下。

## 概要

### ロシア内戦
1920年3月11日、ロシア・ソビエト連邦社会主義共和国の護送隊として創設され、1922年1月に第1独立ハリコフ護送連隊に改編された。
1939年11月、赤旗勲章を授与された。

### 第二次世界大戦
1940年1月から第二次世界大戦の冬戦争、独ソ戦に投入され、フィンランドとの国境、ハリコフ、スターリングラードを防御し、枢軸国に勝利した。戦後にソ連国内軍第474護送連隊に改称された。

### 冷戦
1980年、1980年モスクワオリンピックに派遣された。
1986年、チェルノブイリ原子力発電所事故に災害派遣された。
1989年、アルメニア地震に災害派遣された。
1986年4月、部隊増強に伴い、第20独立護送旅団に改編された。

### ウクライナ国内軍
1992年1月、ソビエト連邦の崩壊とウクライナの独立で創設されたウクライナ国内軍に編入し、第5独立護送旅団に改称された。
1992年5月、トランスニストリア戦争の影響でモルドバ、沿ドニエストル共和国と国境を接する南部オデッサ州に配備された。
2000年2月21日、レオニード・クチマ大統領より、名誉称号「スロボジャーンシチナ」を授与された。

### ドンバス戦争

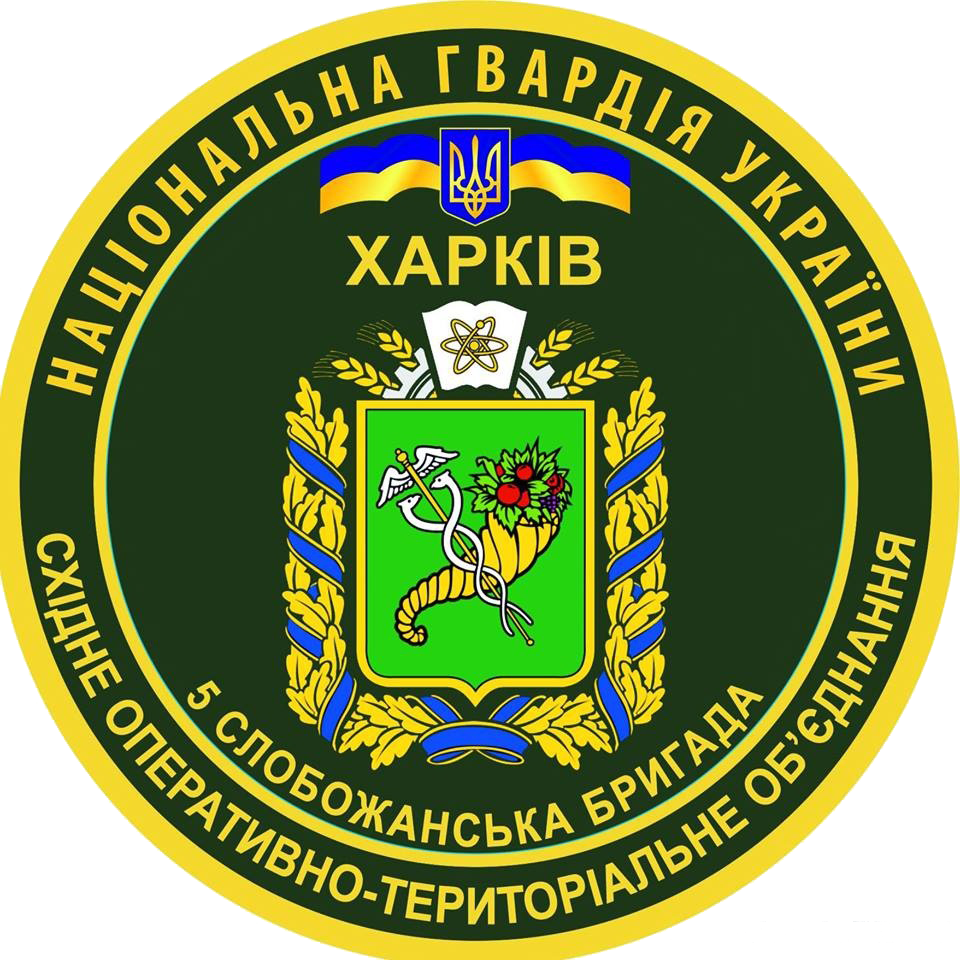
旧第5独立旅団章

2014年3月、ウクライナ国内軍の廃止で創設されたウクライナ国家親衛隊に編入し、第5独立旅団に改称された。
2014年9月からドンバス戦争で東部ドネツィク州に配備された。

### ロシアのウクライナ侵攻

#### 北東部・ハルキウ戦線
2022年2月24日、ロシアのウクライナ侵攻でロシアと国境を接する北東部ハルキウ州ハルキウ地区に配備され、ハルキウ市外を防御し、5月にロシア軍をハルキウ方面から撃退した。

#### 東部・スヴァトヴェ-クレミンナ戦線
2022年12月、東部ルハーンシク州セヴェロドネツィク地区に再配置され、クレミンナ方面を防御した。

#### 東部・バフムート戦線
2024年3月、激戦地の東部ドネツィク州バフムート地区に再配置され、バフムート南のクリシチウカ方面を防御した。

#### 北東部・ハルキウ戦線
2024年6月、ロシアと国境を接する北東部ハルキウ州ハルキウ地区に再配置され、友軍の救援でハルキウ方面に展開した。

## 編制
- 旅団司令部（ハルキウ）
- パトロール大隊
- 第1小銃大隊
- 第2小銃大隊
- 第3小銃大隊